# Échenans-sous-Mont-Vaudois
Échenans-sous-Mont-Vaudois – miejscowość i gmina we Francji, w regionie Burgundia-Franche-Comté, w departamencie Górna Saona.
Według danych na rok 1990 gminę zamieszkiwały 412 osoby, a gęstość zaludnienia wynosiła 76 osób/km² (wśród 1786 gmin Franche-Comté Échenans-sous-Mont-Vaudois plasuje się na 368. miejscu pod względem liczby ludności, natomiast pod względem powierzchni na miejscu 772.).